# Agència Barcelona Regional
Barcelona Regional és una agència pública de planejament estratègic, urbanisme i infraestructures creada el 1993 sobre la base de l’experiència acumulada durant la transformació urbana de la ciutat de Barcelona amb motiu dels Jocs Olímpics de 1992.
Liderada per l’Ajuntament de Barcelona i amb la participació d'altres accionistes públics, entre ells l’Àrea Metropolitana de Barcelona, el Port de Barcelona i el Consorci de la Zona Franca, es va construir com Agència Metropolitana de Desenvolupament Urbanístic i d’Infraestructures.
Al llarg d’aquests anys, i sota l’impuls de l'arquitecte Josep Acebillo i els diferents directors que l’han liderat, l’escala metropolitana i els grans projectes transformadors de la ciutat han estat entre els seus principals treballs. En aquests, les dimensions infraestructural, urbanística i mediambiental, de forma inseparable, han fet que una pràctica específica es converteixi en una marca reconeguda.
Des de la recuperació ambiental del riu Besòs a la transformació del territori que va albergar el Fòrum de les Cultures del 2004 i el seu desenvolupament urbanístic, el Pla d’Infraestructures del Poblenou i el barri de la nova generació 22@ a l’ordenació de l’àmbit ferroviari de l’arribada de l’alta velocitat a La Sagrera o Sants, entre d'altres, han estat múltiples les ocasions en les que s'ha anat conformant una singular manera d’entendre els fenòmens urbans complexos.
Aquests grans projectes s'han abordat des d’una perspectiva cada vegada més transversal, mirant de fer front a la progressiva complexitat de l’urbà sense allunyar-se dels problemes concrets, i amb l’aspiració de configurar propostes operatives, tot garantit per un ampli i prestigiós equip multidisciplinari d’arquitectura, urbanisme, enginyeria, geografia, economia i biologia.
Les principals entitats que la conformen són l'Ajuntament de Barcelona, AMB, TMB, Port de Barcelona, Consorci de la Zona Franca de Barcelona, adif, Mercabarna.